# اکشن (فیلم)
اکشن (ایتالیایی: Action) یک فیلم کمدی درام به کارگردانی تینتو براس است که در سال ۱۹۸۰ منتشر شد.

## بازیگران
- آدریانا آستی
- پائولا سناتوره
- جان استاینر
- آلبرتو لوپو
- آلبرتو سورنتینو
- فرانکو فابریتزی
- تینتو براس
- جانکارلو بادسی
- سوزانا یاویکولی
- لوک مرندا